# Mertarvik
Mertarvik ist ein Ort und ein census-designated place (CDP) in der Bethel Census Area in Alaska.  Das U.S. Census Bureau hatte bei der Volkszählung 2020 eine Einwohnerzahl von 99 ermittelt. Das Eskimo-Dorf liegt im Yupik-Sprachenraum.

## Geographie
Mertarvik liegt nahe der Westküste von Alaska auf der Insel Nelson Island. Dort befindet sich der Ort am südlichen Ufer des Ninglick River unweit dessen Ausflusses aus der Inlandsbucht Baird Inlet. Mertarvik befindet sich etwa 148 km westlich vom Verwaltungszentrum Bethel. Der etwa 24 m hoch gelegene Ort befindet sich im Yukon-Kuskokwim-Delta und ist vom Schutzgebiet Yukon Delta National Wildlife Refuge umgeben. Nächstgelegene Orte sind Tununak und Toksook Bay, beide etwa 46 km südwestlich von Mertarvik, sowie Nightmute, 40 km südsüdwestlich von Mertarvik.

## Geschichte
Da der 14 km weiter nördlich gelegene Ort Newtok (⊙) von Erosion bedroht ist, der Ort sinkt aufgrund auftauenden Permafrostbodens ab und liegt direkt an einem stark erodierenden Gewässerufer, entschied sich die Gemeinde für einen neuen Standort, Mertarvik. 2019 bezogen die ersten Bewohner die neue Siedlung Mertarvik. Mittlerweile ist auch der Flugplatz Mertarvik (⊙) mit einer 1006 × 23 m großen Schotterpiste fertiggestellt worden. Im Geographic Names Information System (GNIS) wurde für das „Mertarvik Census Designated Place“ am 31. März 2010 ein Eintrag erstellt.

## Demografie
Zum Zeitpunkt der Volkszählung im Jahre 2020 (U.S. Census 2020) hatte Mertarvik 99 Einwohner auf einer Landfläche von 18,11 km². Von den Einwohnern waren 2 Weiße sowie 95 amerikanisch-indianischer Abstammung.